# Sicilien
Le sicilien (en sicilien : sicilianu, /sɪʃɪˈljaːnʊ/) est une langue appartenant au groupe des langues romanes de la famille des langues indo-européennes. Il s'agit d'un ensemble homogène de dialectes parlés en Sicile.
Le sicilien ne fait l'objet d'aucune protection réglementaire, n'étant pas mentionné parmi les langues protégées par la loi du 15 décembre 1999 sur les « Règles en matière de protection et de défense des minorités linguistiques historiques ». Cependant, une loi régionale (numéro 9 de 2011) prévoit que la région Sicile en diffuse les aspects culturels, sans en mentionner les aspects de langue régionale à statut officiel.
Le sicilien appartient au groupe des dialectes italiens méridionaux extrêmes comprenant également le calabrais centro-méridional, le salentin ainsi que le cilentain méridional,,.

## Littérature
La littérature en langue sicilienne est l'une des toutes premières littératures en langue vulgaire à apparaitre en Italie après le déclin du latin. C'est au XIIIe siècle, sous l'impulsion de Frédéric II et de sa cour, composée de lettrés, de savants et de philosophes, que cette nouvelle littérature prend son essor. Le sicilien s'enrichit d'emprunts au toscan, au latin et au provençal. Les poètes de la cour développeront une poésie lyrique soignée et à forte composante scolastique.
Le sonnet et la chanson sont les formes privilégiées des poètes, qui exaltent leur dame ou discourent sur la nature de l'amour. Parmi les auteurs de cette époque, on trouve Giacomo da Lentini, Cielo d'Alcamo, Rinaldo d'Aquino, Giacomino Pugliese ou encore Pierre Des Vignes.

## Accent sicilien
L'accent sicilien sonne très ouvert à l'oreille, conférant à cette langue et à ses locuteurs (même lorsqu'ils s'expriment en italien standard) un certain exotisme. Par exemple, le verbe èssiri (« être ») témoigne d'un e très ouvert avec un accent tonique exagéré et traînant sur la première syllabe.
De surcroît, les Siciliens prononcent toujours le s comme dans le mot français « messe », soit ss. Ainsi, un sicilien prononcera les mots casa (« maison ») et odioso (« haïssable ») avec un /s/ dur, alors que l'italien standard lui substituerait le son /z/.
Le sicilien admet des variantes selon les endroits mais reste pour le moins une langue vivante qui fait partie du patrimoine de la région et qui manifeste la couleur locale de la Sicile. En effet, les locuteurs y sont très attachés, il reste d'ailleurs le premier moyen de communication (devant l'italien) lorsque l'on s'éloigne des zones touristiques. Il a le statut de dialecte mais permet toutefois une identité sicilienne qui utilise la langue comme facteur unificateur.

## Phonologie

### Voyelles
Contrairement à l'italien, qui utilise un système heptavocalique, c'est-à-dire sept voyelles, le sicilien utilise un système pentavocalique, c'est-à-dire cinq voyelles : a, e ouvert, i, o ouvert, et u.

### Consonnes particulières
- ḍḍ est un double d rétroflexe : [ɖɖ], cf. beḍḍu, cavaḍḍu (beau, cheval).
- tr se prononce de manière rétroflexe également : [ʈɽ], cf. trenu, tri (train, trois).
- str se prononce de manière rétroflexe, en simplifiant comme deux phonèmes [ʂɽ], cf : strata (route).
- z se prononce toujours sourd ([ts]), rarement sonore, cf : zùccaru o zùccuru (sucre).
- j se prononce [j] (comme le i du français "rien").
- h n'est pas toujours muet, dans certaines zones il se prononce comment une fricative palatale sourde ([ç] comme dans l'allemand "mich" (moi)).
- Le groupe ng s'articule de façon vélaire [ŋ], cf.sangu (sang) qui se prononce [ˈsaŋŋʊ]

En sicilien, il n'est pas rare de voir des mots commençant par des doubles consonnes, cf : cchiù (plus), ḍḍocu (là), etc.

## Alphabet
Le sicilien utilise une variante de l'alphabet latin comportant 23 lettres : 5 voyelles et 18 consonnes.
| Voyelles | Voyelles    | Voyelles    | Voyelles | Voyelles | Consonnes | Consonnes                             | Consonnes       | Consonnes | Consonnes | Consonnes            | Consonnes | Consonnes   | Consonnes | Consonnes | Consonnes               | Consonnes | Consonnes | Consonnes   | Consonnes                     | Consonnes           | Consonnes | Consonnes |
| -------- | ----------- | ----------- | -------- | -------- | --------- | ------------------------------------- | --------------- | --------- | --------- | -------------------- | --------- | ----------- | --------- | --------- | ----------------------- | --------- | --------- | ----------- | ----------------------------- | ------------------- | --------- | --------- |
| A        | E           | I           | O        | U        | B         | C                                     | D               | Ḍḍ        | F         | G                    | H         | J           | L         | M         | N                       | P         | Q         | R           | S                             | T                   | V         | Z         |
| /a/      | /e/ /ɛ/ /ɪ/ | /i/ /ɪ/ /e/ | /o/ /ɔ/  | /u/ /ʊ/  | /b/       | /c/ /ç/ /k/ /ɡ/ /ɟ/ /j/ /t͡ʃ/ /ʃ/ /d͡ʒ/ | /d/ /d̪/ /ɖ/ /ɾ/ | /ɖɖ/      | /f/ /v/   | /ɡ/ /ɣ/ /ŋ/ /d͡ʒ/ /ɟ/ | /ç/       | /j/ /ɟ/ /ɲ/ | /l/       | /m/       | /n/ /ɱ/ /m/ /ŋ/ /ɳ/ /ɲ/ | /p/ /b/   | /k/       | /ʐ/ /ɽ/ /ɾ/ | /s/ /z/ /ʂ/ /ʒ/ /ʃ/ /t͡s/ /d͡z/ | /t̪/ /t/ /ʈ/ /d/ /d̪/ | /v/       | /t͡s/ /d͡z/ |

Le sicilien n'utilise donc pas les lettres k-K, w-W, x-X et y-Y, conformément à l'italien. Dans les anciens textes siciliens la lettre x-X était utilisée, comme dans le maltais, pour le son [ʃ], équivalent au ch français, et xh-XH était utilisé pour le son [ç], équivalent au ch allemand.
Le signe diacritique le plus utilisé en sicilien « standard » est l'accent grave pour marquer l'accent tonique.
- Exemples d'emploi de l'accent grave en sicilien :
- « èssiri » (en français : être) ;
- « fràggili » (en français : frêle, fragile) ;
- « òspiti » (en français : hôte, invité) ;
- « màsculu » (en français : mâle, garçon, individu de sexe masculin) ;
- « òstrica » (en français : huître) ;
- « crìsciri » (en français : croître, grandir) ;
- « apòstulu » (en français : apôtre) ;
- « ìsula » (en français : île).

On utilise également l'accent circonflexe pour marquer la disparition d'une syllabe dans un mot (exactement comme dans les mots français : mâle, huître, âme, apôtre, île, où l'accent circonflexe est là pour signaler la disparition d'un s).
- Exemples d'emploi de l'accent circonflexe en sicilien :
  - âmu, contraction de avemu (en français : nous avons) ;
  - malaûriu, contraction de malauguriu (en français : mauvais augure) cf. malheur ;
  - âti, contraction de aviti (en français : vous avez).

Cependant, certains écrivains siciliens ont utilisé également d'autres signes diacritiques comme l'accent aigu pour signaler l'accent tonique, comme en espagnol, et même le tréma pour signaler les fausses diphtongues.
- Exemples d'emploi du tréma en sicilien :
  - castïari (en français : « châtier », « punir ») ;
  - cuntìnüu (en français : « continu », « continuel »).

## Textes

### Extrait deAntonio Veneziano

#### Celia, Lib. 2
(~1600)
Non è xhiamma ordinaria, no, la mia
è xhiamma chi sul'iu tegnu e rizettu,
xhiamma pura e celesti, ch'ardi 'n mia;
per gran misteriu e cu stupendu effettu.
Amuri, 'ntentu a fari idulatria,
s'ha novamenti sazerdoti elettu;
tu, sculpita 'ntra st'alma, sì la dia;
sacrifiziu lu cori, ara stu pettu.

### Extrait deGiovanni Meli

#### Don Chisciotti e Sanciu Panza (Cantu quintu)
(~1800)
Stracanciatu di notti soli jiri;
S'ammuccia ntra purtuni e cantuneri;
cu vacabunni ci mustra piaciri;
poi lu so sbiu sunnu li sumeri,
li pruteggi e li pigghia a ben vuliri,
li tratta pri parenti e amici veri;
siccomu ancura è n'amicu viraci
di li bizzari, capricciusi e audaci.

### Extrait deNino Martoglio

#### Brìscula 'n Cumpagni
(~1900)
—Càrricu, mancu? Cca cc'è 'n sei di spati!...
—E chi schifiu è, di sta manera?
Don Peppi Nnappa, d'accussì jucati?
—Misseri e sceccu ccu tutta 'a tistera,
comu vi l'haju a diri, a vastunati,
ca mancu haju sali di salera!

## Vocabulaire
| Sicilien                                              | Italien     | Français              |
| ----------------------------------------------------- | ----------- | --------------------- |
| accattari                                             | comprare    | acheter               |
| anciova, ancioa                                       | acciuga     | anchois               |
| aḍḍumari                                              | accendere   | allumer               |
| àrvulu, àrburu, àrvuru, àrbulu, àrbiru, àrbilu        | albero      | arbre                 |
| agugghia, augghia, avugghia, gugghia, vugghia, ugghia | ago         | aiguille              |
| batìa                                                 | abbazia     | abbaye                |
| troppu bonu                                           | benissimo   | très bien             |
| cosetti                                               | calzini     | chaussettes           |
| 'nzinu                                                | fino        | jusqu'à               |
| fùsu                                                  | fuso        | fuseau (à filer)      |
| fumu                                                  | fumo        | fumée                 |
| ghiacciu, ghiazzu                                     | ghiaccio    | glace                 |
| latti                                                 | latte       | lait                  |
| leccu, lecu                                           | eco         | écho                  |
| pirrera, pitrera                                      | miniera     | mine (d'extraction)   |
| munzeḍḍu, munzieddu, munseḍḍu                         | mucchio     | amas (tas)            |
| nurrizza                                              | balia       | nourrice              |
| parma, pamma                                          | palma       | palme                 |
| piattu, chiattu                                       | piatto      | assiette (ou plat)    |
| picciuttanza                                          | adolescenza | adolescence           |
| pòpulu                                                | popolo      | peuple                |
| rusariu, rosario                                      | rosario     | chapelet (ou rosaire) |
| subbìssu                                              | abisso      | abysse                |
| sapuni                                                | sapone      | savon                 |
| sceccu                                                | asino       | âne                   |
| sciarra, scerra                                       | lite        | litige (dispute)      |
| sonu                                                  | suono       | son                   |
| vòcula nzìcula                                        | altalena    | balançoire            |
| zabbara, zabbarra                                     | agave       | agave                 |
| zu, ziu, zi                                           | zio         | oncle                 |